# 운정중학교
운정중학교(雲井中學校)는 대한민국 경기도 파주시에 있는 공립 중학교이다.

## 연혁
- 2020년 1월: 완성학급 30학급 설립인가
- 2020년 3월 1일: 개교
- 2020년 3월 1일: 초대 이윤영 교장 취임
- 2020년 3월 2일: 제1회 입학식(1학년 9학급, 2학년 2학급)